# Kazi
Kazi je postava z českých pověstí, dcera Kroka, sestra Tety a Libuše, známá je především jako kouzelnice a léčitelka. První zmínka o ní pochází z Kosmovy kroniky z počátku 12. století, mnohé motivy s ní později spojované, jako manželství s Bivojem nebo hrad Kazín pochází až z Dalimilovy a Hájkovy kroniky z 16. století a byly zpopularizovány především Starými pověstmi českými Aloise Jiráska.
Kosmas tuto postavu důsledně nazývá Kazi a tak její jméno četli i mnozí pozdější opisovači, překladatelé a následovníci, zatímco u Dalimila je nazývána Kazě a u Václava Hájka Káša. Význam a původ tohoto jména je nejasný.

## Písemné prameny

### Kosmova kronika
V Kosmově Kronice Čechů z počátku 12. století Kazi zmiňuje jako jednu z dcer Kroka:
| „ | Z nich nejstarší se jmenovala Kazi. Ta si ve znalosti bylin a věšteb nic nezadala s Médeou z Kolchidy ani v lékařském umění s Asklépiem, poněvadž často způsobila, že Sudičky ustaly od nedokončeného díla a přiměla kouzlem i osud, by se její vůlí řídil. Proto i obyvatelé této země, když se něco zničí a vzdávají se naděje, že by to mohli znovu mít, mají o ní pořekadlo „To nedovede ani Kazi napravit.“ Když byla k vládkyni vzata, jež z Cerery zrozena byla, manželce obyvatelé země na památku své paní velmi vysoko vztyčili mohylu, která až podnes je vidět na břehem řeky Mže při cestě, kudy se chodí do končin kraje bechyňského přes horu, jež se jmenuje Oseka. | “ |

Druhá zmínka o ní následuje po scéně kdy byla během soudu uražena Libuše:
| „ | Mezitím povolala své sestry, jimiž zmítaly podobné vášně. Jejich čarodějnickým uměním rovněž jako svým vlastním šálila lid ve všem. Byla totiž Libuše sama, jak jsme se výše zmínili, prorokyní jako Kumská Sybilla, druhá sestra byla kouzelnicí jako Médeia z Kolchidy a třetí čarodějkou jako Kirké Aiaská. O čem se té noci uradily ony tři Eumenidy anebo co tajného ujednaly, nebylo sice známo, avšak ráno se všem zjevilo nad slunce jasněji, když jejich sestra Libuše označila místo, kde se tajil jejich budoucí kníže i jeho jméno. | “ |

### Dalimilova kronika
Kronika tak řečeného Dalimila z počátku 14. století zmiňuje Kazi pod jménem Kazě a to pouze krátce:
| „ | Potom Krok jide do navi, tři múdré dcery ostavi, Kaziu, Tetku a Liubušiu, o třetiej mluviti mušiu. Kazě sědieše na Kazíně, a Tetka na Tetíně, Liubušě prorokyni bieše a všiucku zemiu súdieše. | “ |

### Přibík Pulkava z Radenína
Kronika Přibíka Pulkavy z Radenína z druhé poloviny 14. století píše o Kazi toto:
| „ | Krok zanechal po sobě tři dcery. Prvorozenou Bělu, která se podle některých nazývala Kazi, ta postavila hrad Bílinu a povznesla týž kraj. | “ |

### Hájkova kronika
Kronika česká Václava Hájka z Libočan z první poloviny 16. století nazývá tuto postavu Káša a uvádí že žila v 8. století, v roce 710 si měly po Krokově smrti sestry rozdělit zemi losem. Jeho základní charakteristika postavy je velmi podobná Kosmově:
| „ | Káša z nich nejstarší byla a ta všelikterakého hádání kouzedlného plna byla. Tak, jakž ten čas pověst šla, chtěli tomu někteří, že ani Medea v Cholchos jí v tom rovná nebyla, neb jest ona od svého přirození moci všech bylin znala. V lékařství velmi dospělá, neduhy lidské a bolesti i slovy krotiti uměla. Hádání velmi pilna byla, neb když někto něco ztratil, hned jest k Káši šel a ona jemu bez meškání, kde by ta ztráta byla, oznámila… | “ |

Po vzoru Dalimila Hájek Kazi také přisuzuje hrad:
| „ | Káša, sestra Libušina, s povolením Libuše, sestry své, rozkázala sobě na jedné převysoké hoře zámek postaviti tu, kdež někdy prvé zámek a město pevné bylo rozkázáním Markvarta, krále moravského a hermundurského, na hoře řečené Peerk postaveno, a dala jemu od svého jména Kášin, kterýžto hrad a gruntové jeho nad řekou Vhltavú proti klášteru zbraslavskému až do dnešního dne se ukazují. | “ |

Hájek také přisuzuje Kazi manžela a to Bivoje, což je postava poprvé se objevující se v jeho díle. Bělu, údajnou zakladatelku hradu Bílína, v Pulkavově kronice ztotožněnou s Kazi, Hájek označuje za Kazinu dceru.
Uvádí též přísloví uváděné Kosmou a to v následující verzi:
| „ | Kam se to podělo a od koho ukradeno, aniž by to Káša uhodla! | “ |

### Staré pověsti české
Populární verze se objevuje ve Starých pověstech českých Aloise Jiráska z roku 1984.
| „ | Z nich Kazi znala všeliké býlí a koření i jeho moc. Jím hojila různé neduhy; než i pouhým slovem krotila bolesti, zažehnávajíc je jménem mocných bohů a duchů. Svým mocným slovem a kouzlem žehnání přinutkala často i Sudičky k své vůli a vracela život tam, kde již unikal posledním dechem. Ta po smrti otcově sídlila nejčastěji na hradě, jenž stál u hory Oseku poblíž řeky Mže, a jenž po ní slul Kazin Hrad. | “ |

V tomto díle Kazi také vystupuje v pověsti o Bivojovi.

## Hypotézy
Mnozí badatelé, například Václav Vladivoj Tomek, Jozef Škultéty nebo Lubor Niederle považovali postavu Kazi za odvozenou od místního jména Kazín, to však není pro dobu nejstarších zmínek o ní doloženo.
Podle Dušana Třeštíka odpovídají funkce tří Krokových dcer teologickému rozlišení pověry na idolatria – modloslužebnictví spojené s Tetkou, divinatio – hadačství spojené s Libuší a magia – kouzelnictví spojené s Kazi. Podle jeho názoru je však možné že podobné funkce měly sestry již v tradičním vyprávění.
Polský lingvista Aleksander Brückner vyložil Kazi ze staročeského káza „kázeň, trest“ a vykládal tak přísloví zmiňované Kosmou jako „To nedovede ani trest napravit.“. Toto přísloví ale není v jiných pramenech doloženo, takže není jisté zda nešlo o literární fikci. Za autentické pokládal přísloví německý historik Julius Lippert, přičemž pokládal jeho znění v Hájkově kronice za starší a správnější, ve skutečnosti se však jedná o evidentní překlad z Kosmova latinského originálu.
Objevují se také amatérské pokusy vyložit jméno Kazi z keltských jazyků. Podle různých zdrojů má například znamenat „kráska“, „vznešený“ nebo „úcta, láska“.